# Włókna naturalne

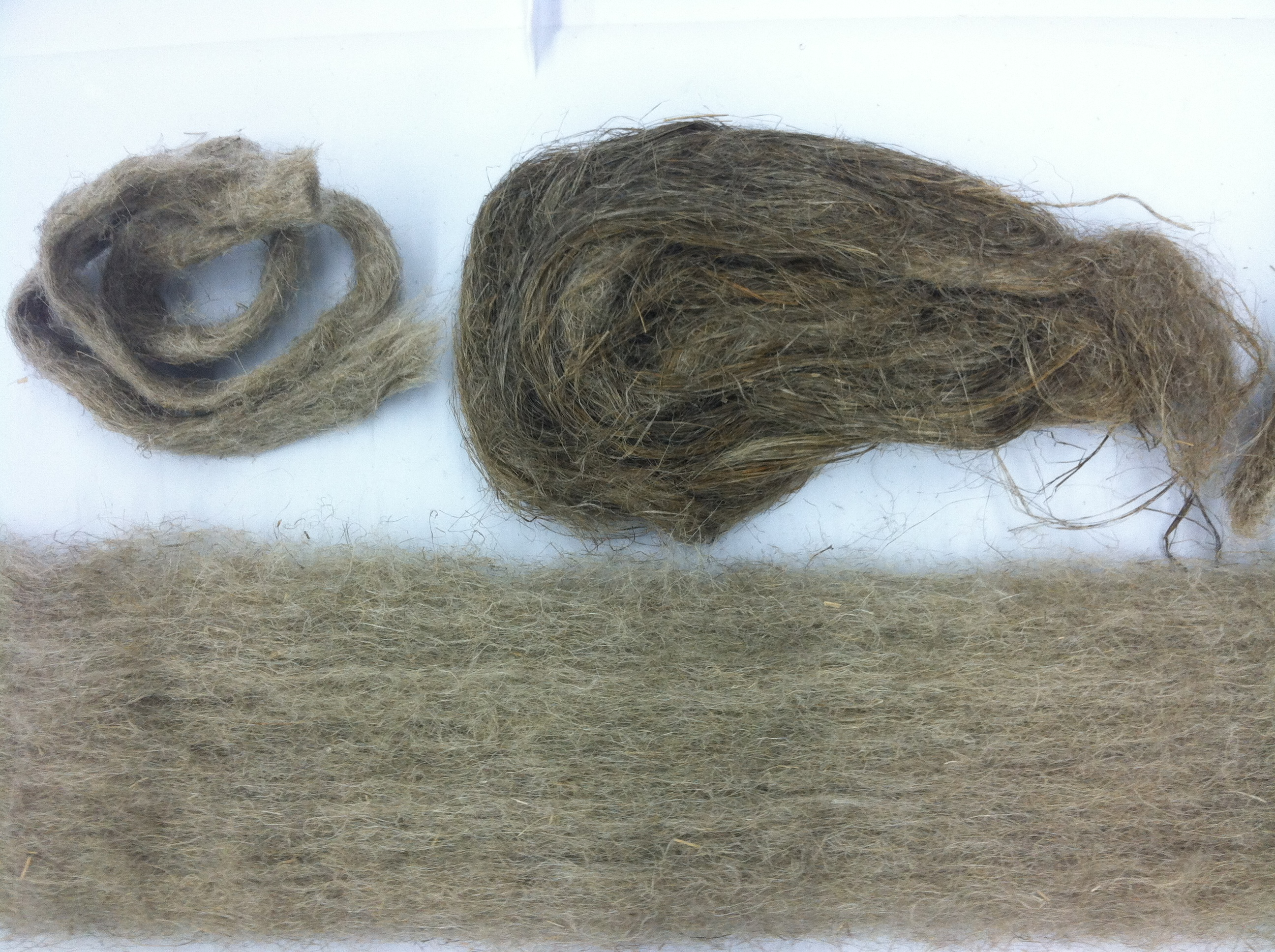
Włókna lnu w różnej postaci

Włókno naturalne – włókno produkowane z surowców naturalnych. Włókna pochodzenia organicznego (roślinne i zwierzęce) są szeroko wykorzystywane w przemyśle włókienniczym.
Włókna naturalne dzielą się na:
- włókna pochodzenia roślinnego (celulozowe), np.:
  - bawełna
  - len
  - konopie
  - juta
  - sizal
  - abaka
  - ramia

- włókna pochodzenia zwierzęcego (białkowe), np.:
  - wełna
  - jedwab naturalny

- włókna mineralne występujące naturalnie, np. azbest